# Dornava
Dornava je naselje v istoimenski občini. Leži na Ptujskem polju ob desnem bregu reke Pesnice ob lokalni cesti Moškanjci–Spuhlja. Starejši del naselja je gručaste oblike in agrarnega videza, novejši del zgrajen ob vpadnih cestah pa je urbaniziran.

## Dvorec Dornava
V Donavi je bil sedež manjše gospoščine že v srednjem veku. V stari zapisih se dvorec Dornava , ki stoji na severozahodu naselja, prvič omenja 1435. Po požaru leta 1695 so 1700 postavili novo poslopje. Dvorec je največji ravninski baročni dvorec v Slovenji, ki leži v parkovnem kompleksu, dolgem 1,7 km. Grajski park, ki je bil največji baročni park v Sloveniji je segal vse do reke Pesnice. Celota kompleksa je organizirna v osi s sosledjem vhodna aleja, prednje dvorišče, dvorec z glavnim poslopjem in dvema dvoriščnima traktoma, notranje dvorišče, in v nadaljevanju park.
Park je od 1973 zavarovan kot spomenik oblikovne narave. V dvorcu je zdravstveni zavod.

## Spomenik narave - gozd s kolonijo sivih čapelj
V dobovem gozdu vzhodno od ceste Dornava - Polenšak je gnezdilna kolonija sivih čapelj. Gnezdišče sivih čapelj pri Dornavi je eno redkih v Sloveniji in je zavaravano kot naravni spomenik. Gnezda so na visokih dobih, brestih in belih gabrih. Območje je tudi habitat bele štorklje in vodomca.